# 榎本栄蔵
榎本 栄蔵（えのもと えいぞう、1909年〈明治42年〉7月4日 - 1983年〈昭和58年〉10月21日）は、日本の政治家。東京都青梅市長（1期）。

## 来歴
東京府西多摩郡調布村(現在の東京都青梅市)生まれ。明治薬学専門学校（現・明治薬科大学）卒。卒業後は薬剤師となり、青梅町（現・青梅市）で薬局を開業する。青梅町収入役、同助役、多摩証券社長、青梅公民館長、青梅商工会議所副会頭、青梅市議会議員、同議長、市助役などを歴任する。
1963年〈昭和38年〉青梅市長に当選。一年目は市役所経営会議発足させ、市上下水道事業に着手した。二年目は教育相談所を開設、福祉に力を入れ、市立総合病院に人間ドックを開設、老人家庭奉仕員制度をスタートさせた。三年目は市政総合世論調査を実施、「青梅市総合長期計画」を策定した。
市長は1期務め、1967年〈昭和42年〉に退任した。